# Рів'єр-де-Прері (річка)
Рів'є́р-де-Прері́ (фр. Rivière des Prairies, англ. River of the Prairies — «річка прерій», іноді англ. Back River) — один з великих рукавів у гирлі річки Оттава у південно-західій частині провінції Квебек (Канада).
Бере початок у озері Де-Монтань (фр. lac des Deux Montagnes — «дві гори») і тече до річки Святого Лаврентія. Відокремлює острови архіпелагу Ошлага. На південь від каналу розташований острів Монреаль, на північ — острів Ісуса.
У каналі також розташовані острови:
- Бізард (фр. Île Bizard)
- Лаваль (фр. Îles Laval) або Біграс (фр. Île Bigras),
- Парізо (фр. Île Pariseau)
- Верт (фр. ÎÎle Verte)
- Ронд (фр. Île Ronde)
- Візітасьйон (фр. ÎÎle de la Visitation)

На каналі (фр. Centrale de la Rivière des Prairies) розташована гідроелектростанція, власність державної електричної компанії Квебеку — фр. Hydro-Québec (читається як «Ідро-Кебек»).

## Галерея

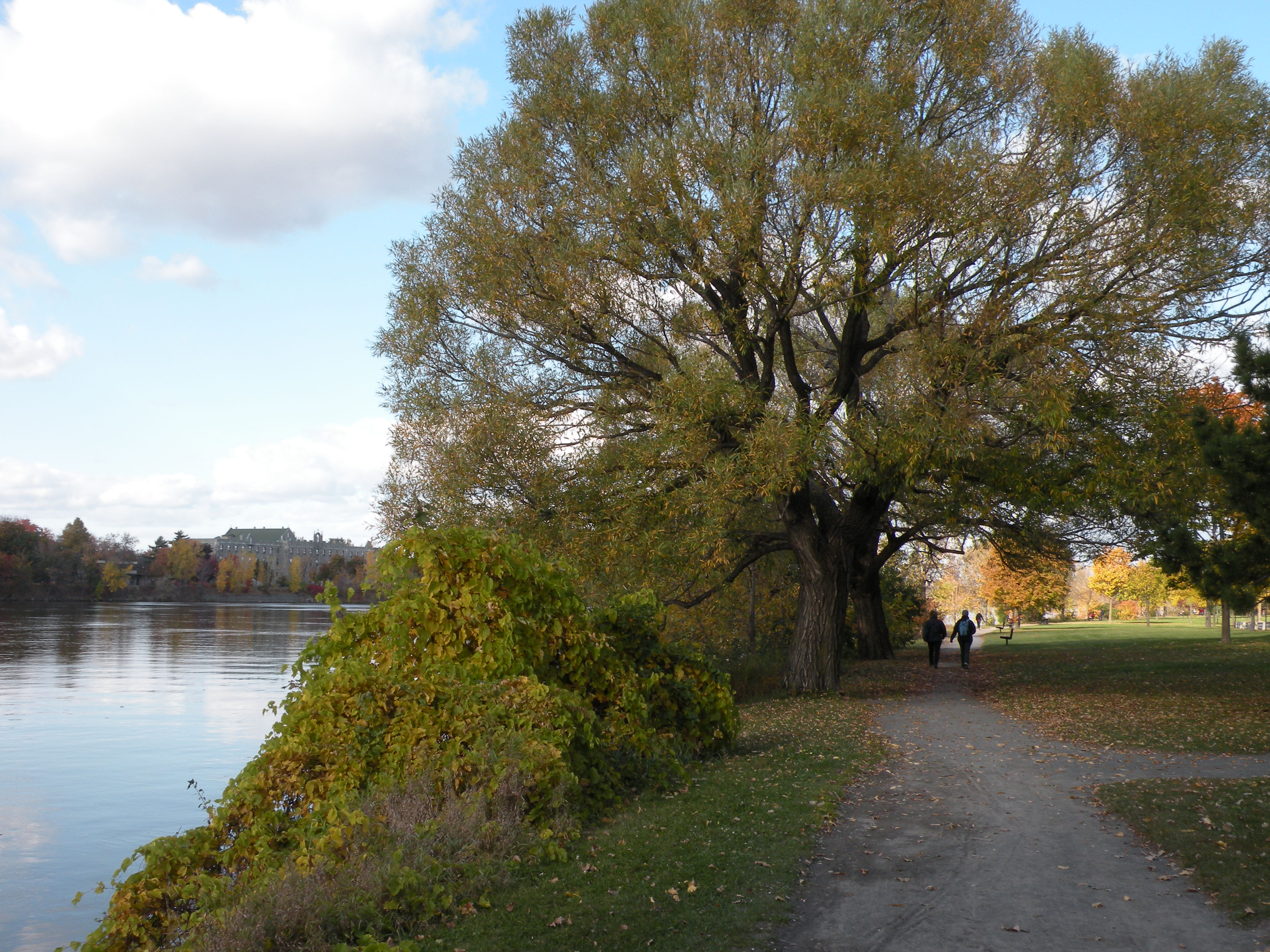
Рів'єр-де-Прері
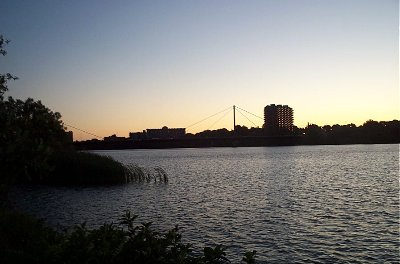
Захід сонця над островом Відвідування і містом Папіно-Леблан
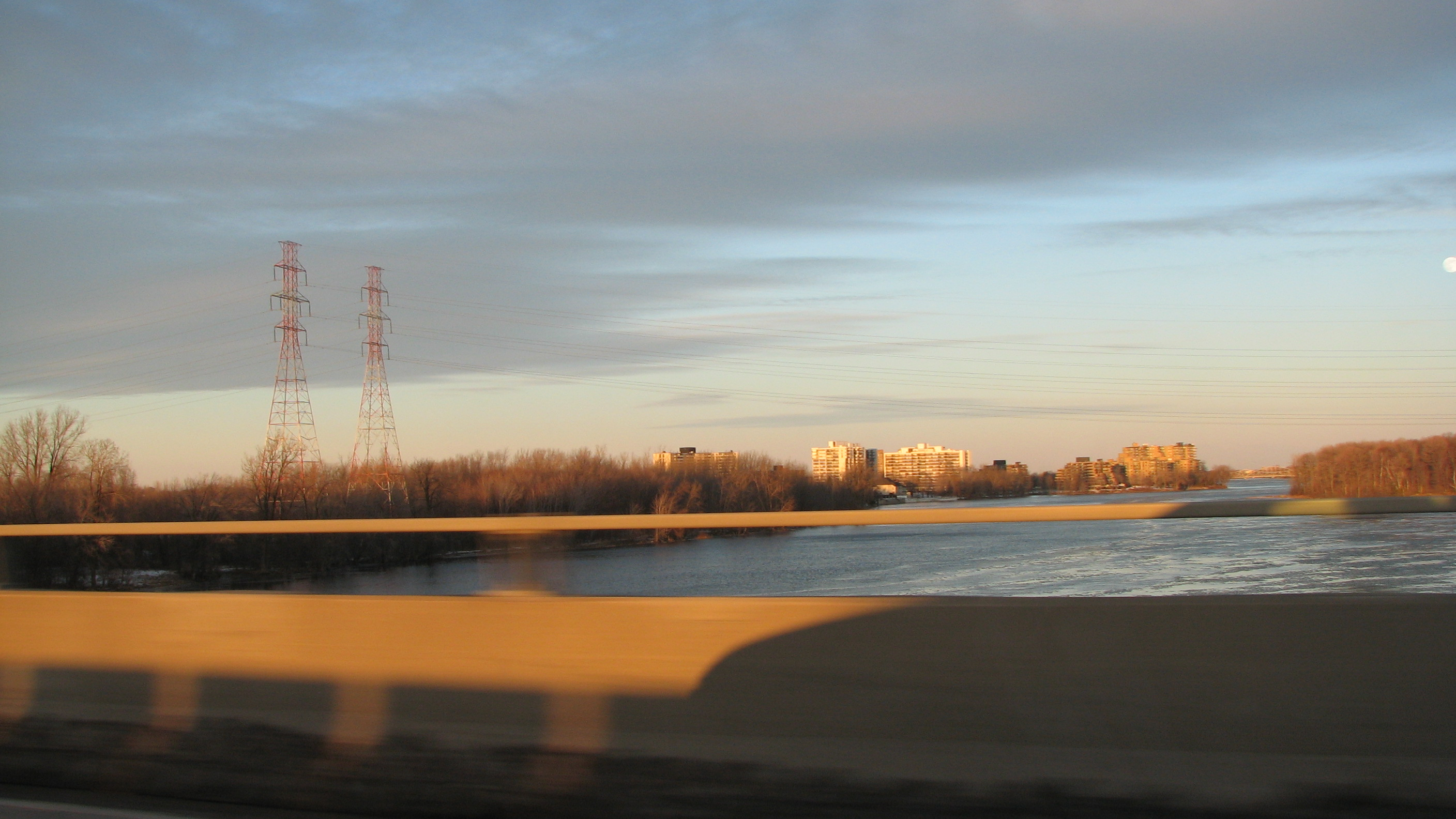
Рів'єр-де-Прері

45°35′22″ пн. ш. 73°39′26″ зх. д. / 45.58944° пн. ш. 73.65722° зх. д.